# 玉井英棋
玉井 英棋（たまい ひでき、1986年2月17日 - ）は愛媛県西条市出身の役者。

## 人物
愛媛県西条市出身。病弱で体も小さかったため少年時代は内向的で暫しいじめにあっていた。そんなある日、兄の影響で筋トレと格闘技にのめり込むようになり将来は総合格闘家になりたいと夢みる。高校を卒業して1年後に念願だったブラジルに半年間の格闘技留学をする。
その後、帰国し上京するも日常の生活がままならず格闘技を挫折。
落ち込んでいたその時期に立ち寄った本屋にあった『シナリオ』を読んで映画俳優になると決心する。
最も好きな映画は『野獣死すべし』。
入学したENBUゼミナールで映画監督の冨永昌敬と出会う。
卒業後、しばらくフリーで全く仕事がない時期に当時、東京藝術大学の大学院修了作品のキャストを探していた映画監督の真利子哲也と出会い『イエローキッド』に榎本役で映画初出演を果たす。

## 出演作品

### 映画
- 『イエローキッド』（監督　真利子哲也）
- 『あまっちょろいラブソング』（監督　宮田宗吉）
- 『やくたたず』（監督　三宅唱）
- 『CUT』（監督　アミール・ナデリ）
- 『NINIFUNI』（監督　真利子哲也）
- 『スポーツマン』（監督　真利子哲也）
- 『PLAY BACK』（監督　三宅唱）
- 『あすなろ参上』（監督　真利子哲也）
- 『ロンリー・プラネットボーイ』（監督　後藤博茂）
- 『スプリング、ハズ、カム』（監督　吉野竜平）
- 『ディストラクション・ベイビーズ』（監督　真利子哲也）
- 『私は兵器』（監督　三間 旭浩）
- 『ディアスポリス -DIRTY YELLOW BOYS-』（監督　熊切 和嘉）

### テレビ
- テレビ東京『ノーコンキッド〜僕らのゲーム史〜』
- フジテレビ　世にも奇妙な物語 25周年記念!秋の2週連続SP『思い出を売る男』
- TBS系列『ディアスポリス 異邦警察』

### CM
- サンシャイン栄〜ガムアーティスト編〜
- ピザーラ グー沢山編 拳法の達人役

| スタブアイコン | サブスタブ | この項目は、まだ閲覧者の調べものの参照としては役立たない、俳優（男優・女優）に関連した書きかけの項目です。この項目を加筆・訂正などしてくださる協力者を求めています（P:映画/PJ芸能人）。 |